# Hedžas
Hedžas ili Hidžas (također i Hedžaz, Hedjaz, Hejas, Hijaz, Hidžaz, ar. الحجاز‎, Al-Ḥiǧāz doslovno barijera), regija je na zapadu današnje Saudijske Arabije. Granice su joj uglavnom određene obalom Crvenog mora, te se pruža od Haqla u Akapskom zaljevu do Jizana. Glavni grad je Džeda (Jeddah), ali je vjerojatno poznatija po islamskim svetim gradovima Meki i Medini. Zbog islamskih svetih mjesta Hedžas ima velik značaj kako u arapskome tako i u islamskome svijetu, odnosno politici. Područje je naziv, barijera, dobilo zato što razdvaja zemlju Nedžd (Najd) na istoku od zemlje Tihama na zapadu.

## Povijest
Povijesni dokazi ukazuju na to da je Hedžas (ili barem neki njegovi dijelovi) bio pod rimskom vlašću kao provincija Arabia Petraea. Kasnije je stoljećima bio pod vlašću regionalnih sila kao Egipat da bi od 16. stoljeća postao dio otomanske države gdje je administrativnom reorganizacijom 1864. formiran Vilajet Hedžas. Početkom 20. stoljeća Hedžas je uživao kratkotrajni period kao nezavisna država. Godine 1916. je Sharif Hussein ibn Ali proglasio nezavisnost Hedžasa, ali je njegovu vlast godine 1924. srušio Ibn Saud iz susjedne regije Nedžd te formirao Kraljevinu Hedžasa i Nedžda, kasnije poznatu kao Kraljevina Saudijska Arabija.

## Zemljopis
U geološkom je smislu Hedžas smješten u Velikoj dolini rasjeda. Regija je poznata po tamnijem pijesku vulkanskog podrijetla. Hedžas u nekim izvorima uključuje i gorje Sarawat koje topografski razdvaja Nedžd od Tehamaha.

### Gradovi
- Džeda
- Makkah al-Mukarramah
- Medina
- Ta’if
- Yanbu' al Bahr
- Al Bahah
- Tabuk
- Badr Hunayn
- Rabigh